# Nižnjaja Tojma
La Nižnjaja Tojma (in russo Нижняя Тойма?; Tojma inferiore) è un fiume della Russia europea settentrionale, affluente di destra della Dvina Settentrionale. Scorre nell'Oblast' di Arcangelo, nei rajon Vinogradovskij e Verchnetoemskij.

## Descrizione
La sorgente si trova nello spartiacque della Dvina settentrionale e della Pinega; successivamente il fiume scorre lungo una pianura collinare in direzione mediamente sud-occidentale, toccando vari piccoli insediamenti nel basso corso. Sfocia nella Dvina Settentrionale a 462 km dalla foce. Ha una lunghezza di 165 km, il suo bacino è di 1 740 km². 